# Amaro Ferreira das Neves-Armond
Amaro Ferreira das Neves-Armond (Vitória, 1854 — Rio de Janeiro, 1944) foi um médico brasileiro, membro titular da Academia Nacional de Medicina e membro mérito em 1940. Amaro catalogou diversas espécies de vegetais originárias do interior do Brasil e colaborou com a Flora Brasiliensis, magnum opus de Carl von Martius. Em sua homenagem, o Museu Botânico de Berlim denominou Neves-armondia cordifolia K. Schum a uma espécie vegetal. Amaro chegou a ser diretor do Museu Nacional.

## Biografia
Amaro Ferreira nasceu em Vitória no ano de 1854, no estado do Espírito Santo. Doutorou-se pela Faculdade de Medicina do Rio de Janeiro em 1874. Foi homenageado tendo seu nome em um logradouro público, Rua Neves Armond, no bairro de Bento Ferreira, no estado do Espírito Santo. Morreu em 6 de março de 1944 no Rio de Janeiro.